# Pere d'Alcàntara Penya
Pere d'Alcàntara Penya i Nicolau, né à Palma de Majorque en 1823 et mort dans la même ville en 1906, est un écrivain et polymathe espagnol, philatéliste dramaturge, poète, auteur de roman, avocat, peintre, dessinateur industriel, journaliste, professeur de mathématiques, musicien, spécialiste des fortifications militaires, urbaniste, astronome et cartographe.
En sa qualité d’écrivain, il est rattaché au mouvement de la renaissance de la langue catalane, la Renaixença.

## Œuvre écrite

### Diverse
- (es) Consideraciones sobre el levantamiento de los comuneros de Mallorca llamados agermanats
- (es) Antiguos recintos fortificados de la ciudad de Palma
- (es) Guía manual de las Baleares
- (es) La industria mallorquina
- (es) La cuinera mallorquina

### Littérature

#### Poésie
- (ca) Records i esperances (1885)
- (ca) Poesies en mallorquí popular (1892)

#### Théâtre
- (ca) El cordó de la vila (1866)
- (es) Por no entenderse (1881)
- (ca) La peste groga (1890)
- (ca) Catalina Tomàs (1890)
- (ca) La mort i glorificació de Sant Vicenç de Paul (1890)
- (ca) Un criat nou (1892)
- (ca) Mestre Fornari (1900)

#### Narrations
- (es) Cuentos (recueil de contes, 1884)
- (ca) La gota d'aigo (roman, 1893)